# Хаоцзян
Хаоцзя́н (кит. упр. 濠江, пиньинь Háojiāng) — район городского подчинения городского округа Шаньтоу провинции Гуандун (КНР).

## История
В 1984 году из части территории Пригородного района Шаньтоу и части территории уезда Чаоян был образован район Дахао (达濠区). Постановлением Госсовета КНР от 25 апреля 1994 года посёлок Хэпучжэнь городского уезда Чаоян был выделен в отдельный район Хэпу (河浦区) городского округа Шаньтоу.
Постановлением Госсовета КНР от 29 января 2003 года районы Хэпу и Дахао были объединены в район Хаоцзян.

## Административное деление
Район делится на 7 уличных комитетов.